# Ligne R13
La ligne R13 est un service ferroviaire régional reliant la gare de Barcelone-França à Lérida Pyrénées par Valls de Rodalies de Catalunya, de la Généralité de Catalogne, et exploité par Renfe Operadora. Auparavant, cette ligne s'appelait Ca4a comme la ligne R14, elles coïncidaient à la fois dans la provenance et la destination, mais l'une passait par Valls et l'autre par Tarragone et Reus. Le service R13 circule sur la ligne Barcelone - Vilanova - Valls (Barcelone via le Tunnel d'Aragon - Sant Vicenç de Calders - Valls - La Plana - Picamoixons) et sur la ligne Tarragone - Reus - Lérida (entre La Plana - Picamoixons et Lérida).

## Histoire
La ligne régionale R13, reliant Barcelone à Valls et à Lérida, comprend deux tronçons très différents, avec la gare de La Plana - Picamoixons comme point de jonction.  
Ses origines historiques remontent à 1881, lorsque le tronçon de la ligne de chemin de fer de Barcelone à Vilanova i la Geltrú, de la ligne de Valls à Vilanova et Barcelone (VVB), a été construite sur le modèle américain, reliant la Cité Comtal avec Vilanova i la Geltrú, par un itinéraire audacieux le long de la côte, avec de nombreux tunnels qui traversent le massif du Garraf, et avec son propre terminus à Barcelone, la célèbre gare de Sant Beltran, située au pied de la montagne de Montjuïc.  
La ligne VVB fut prolongée de Vilanova i la Geltrú à Calafell en 1882. Peu de temps après, le tracé fut étendu jusqu'à Valls en 1883 et cette même année, une nouvelle prolongation jusqu'à Picamoixons est également entrée en service. Dans tous les cas, la liaison avec la ligne de Lleida à la gare de La Plana - Picamoixons ne sera complétée qu’en 1885.  
Le deuxième tronçon de la ligne, de Picamoixons à Lérida, était beaucoup plus ancien puisqu'il appartenait au chemin de fer de Lérida à Reus et à Tarragone (LRT). La construction de cette section a été prolongée durant de nombreuses années (voir ligne R14) et la dernière section entre Juneda et Lérida n'a été ouverte qu'en 1879.  
Au fil des ans, les deux lignes sont devenus dépendants de nouvelles entreprises et se sont progressivement modernisés. Parmi les faits marquants, il convient de mentionner la construction de deux bifurcations inaugurés en 1887, vers Sant Vicenç de Calders (lien direct avec la ligne de Tarragone) et l’embranchement de Can Tunis à La Bordeta, qui ont permis la connexion au nouveau fossé de la rue d'Aragó et l'arrivée à la gare de Barcelone-França. Plus tard, la ligne du Garraf a été équipée d'une double voie et intégrée au réseau catalan de la société MZA. En 1941, la ligne devint dépendante de la société d’État Renfe, mais sa véritable modernisation n’arriva qu’en 1956, lorsqu’un premier tronçon entre Barcelone et Sant Vicenç de Calders fut électrifié, bien que la traction électrique ne soit pas installée tout au long du tracé jusqu'aux décennies suivantes.  

## Gares

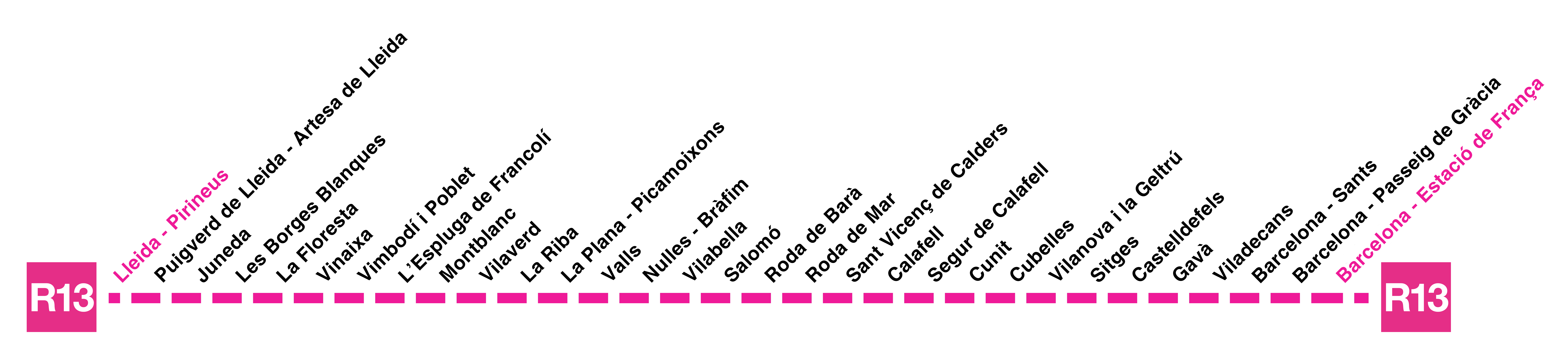
Schéma de la ligne R13

Liste complète des gares de la ligne :
| Gare                                  | Commune                   | Correspondances | Services |
| ------------------------------------- | ------------------------- | --------------- | -------- |
| Gare de Barcelone-França              | Barcelone                 |                 |          |
| Passeig de Gràcia                     | Barcelone                 |                 |          |
| Barcelone-Sants                       | Barcelone                 |                 |          |
| Torrassa                              | L'Hospitalet de Llobregat |                 |          |
| Viladecans                            | Viladecans                |                 |          |
| Gavà                                  | Gavà                      |                 |          |
| Castelldefels                         | Castelldefels             |                 |          |
| Sitges                                | Sitges                    |                 |          |
| Vilanova i la Geltrú                  | Vilanova i la Geltrú      |                 |          |
| Cubelles                              | Cubelles                  |                 |          |
| Cunit                                 | Cunit                     |                 |          |
| Segur de Calafell                     | Calafell                  |                 |          |
| Calafell                              | Calafell                  |                 |          |
| Sant Vicenç de Calders                | El Vendrell               |                 |          |
| Roda de Mar                           | Roda de Berà              |                 |          |
| Roda de Berà                          | Roda de Berà              |                 |          |
| Salomó                                | Salomó                    |                 |          |
| Vilabella                             | Vilabella                 |                 |          |
| Nulles-Bràfim                         | Nulles                    |                 |          |
| Valls                                 | Valls                     |                 |          |
| La Plana - Picamoixons                | Valls                     |                 |          |
| La Riba                               | La Riba                   |                 |          |
| Vilaverd                              | Vilaverd                  |                 |          |
| Montblanc                             | Montblanc                 |                 |          |
| L'Espluga de Francolí                 | L'Espluga de Francolí     |                 |          |
| Vimbodí                               | Vimbodí                   |                 |          |
| Vinaixa                               | Vinaixa                   |                 |          |
| La Floresta                           | La Floresta               |                 |          |
| Les Borges Blanques                   | Les Borges Blanques       |                 |          |
| Juneda                                | Juneda                    |                 |          |
| Puigverd de Lleida - Artesa de Lleida | Puigverd de Lleida        |                 |          |
| Lérida Pyrénées                       | Lleida                    |                 |          |